# ارتش پرو
ارتش پرو (اسپانیایی: Ejército del Perú‎) شاخه‌ای از نیروهای نظامی کشور پرو است که وظیفهٔ آن حفظ استقلال، حاکمیت، و یکپارچگی ارضی این کشور است. از دیگر وظایف آن می‌توان به کمک‌رسانی در امنیت داخلی، انجام عملیات‌های نجات در هنگام بلایای طبیعی و شرکت در عملیات‌های صلح‌بانی اشاره کرد.